# ソニック × シャドウ ジェネレーションズ
『ソニック × シャドウ ジェネレーションズ』（SONIC X SHADOW GENERATIONS）は、セガより2024年10月25日に発売されたゲームソフト、開発はソニックチーム。
ソニックシリーズ生誕20周年を記念して発表・制作したビデオゲーム『ソニック ジェネレーションズ 白の時空』のリマスター版に、ダークヒーロー、シャドウ・ザ・ヘッジホッグを主人公に据えた完全新作『シャドウ ジェネレーションズ』という2つのタイトルが収録されており、共通の世界観が背景にある。
本作のキャッチコピーは「世界を救うため、走れ」。
本記事では『シャドウ ジェネレーションズ』の内容を中心に記載し、『ソニック ジェネレーションズ』の内容の詳細については同作品の記事を参照とする。

## ストーリー
ソニックの誕生日パーティーが行われる中、不吉な予感に記憶を揺さぶられたシャドウは因縁の地・スペースコロニー・アークに赴いていたが、そこに現れた謎の怪物・タイムイーターによってホワイトスペースに飛ばされ、かつて倒したはずのブラックドゥームと再会する。新たな力・「ドゥームパワー」に目覚めたシャドウは、再びブラックドゥームを倒し、壊された時空を取り戻すために奔走する。

## 登場キャラクター
ソニック・ザ・ヘッジホッグ（モダンソニック）
声 - 金丸淳一
『ソニック ジェネレーションズ』での主人公にしてプレイヤーキャラクター。ムービーのみでの登場する。
ソニック・ザ・ヘッジホッグ（クラシックソニック）
声 - なし
『ソニック ジェネレーションズ』でのもう一人の主人公にしてプレイヤーキャラクター。『シャドウ ジェネレーションズ』では登場しない。
シャドウ・ザ・ヘッジホッグ
声 - 遊佐浩二、キアヌ・リーブス（DLC「映画『ソニック × シャドウ TOKYO MISSION』パック」）
本作の主人公にしてプレイヤーキャラクター。今作ではルージュにソニックの誕生日会に参加することを約束させられていたが、何かの不穏な前触れを感じて調査のために自身の故郷であるスペースコロニー・アークへと赴き、そこから物語は動き大きな事件に巻き込まれていく。
マリア・ロボトニック
声 - 白鳥由里
難病を患っている身でありながら希望や他者への気遣いの気持ちを失わない、心強く優しい少女。シャドウが目覚めた時に立ち合いこの世界に迎えて、スペースコロニー・アークでシャドウやジェラルド祖父たちと共に過ごしていた。
Prof.ジェラルド・ロボトニック
声 - 中村浩太郎
究極生命体「シャドウ・ザ・ヘッジホッグ」をこの世界に創り出した「世界最高の頭脳」の持ち主、スペースコロニー・アークを設計した人物でもある。自身の発明から人々を幸福にすることを生き甲斐として願っている。Dr.エッグマンの憧れの人物でもある。
ブラックドゥーム / ドゥームズアイ
声 - 大友龍三郎
かつて地球を侵略しようとした「ブラックアームズ」の首領。過去にシャドウに敗れたが生き延び、タイムイーターの侵攻を好機としてシャドウにドゥームパワーを強制覚醒させようとする。
Dr.エッグマン
声 - 中村浩太郎
Prof.ジェラルド譲りの天才的頭脳の持ち主ではあるのだが、その頭脳を己のために悪用する悪の科学者。『シャドウ ジェネレーションズ』では登場はしないが事件には関わっている。
オーボット
声 - 岩田光央
エッグマンの側近ロボット。エッグマンがタイムイーターを追っていたあと、彼らもホワイトスペースに迷い込み、脱出する為のロケットを制作している。
キューボット
声 - 高木渉
エッグマンの側近ロボットでオーボットの相方。オーボットと共にこの世界に迷い込んだらしい。本作は『マリオ&ソニック』シリーズや『チームソニックレーシング』基準で一人称は「ボク」で普通に話している。
オメガ
声 - 楠大典
エッグマンに作られたEシリーズ最強のロボット。シャドウがホワイトスペースに迷い込んだ際、最初に遭遇する者で、彼も巻き込まれたらしい。
ビッグ・ザ・キャット
声 - 長嶝高士
エミーの友達の大きなネコで彼もこの世界に迷い込んだらしい。今作でもカエルくんとはぐれたらしい。
ルージュ・ザ・バット
声 - 落合るみ
宝石専門のトレジャーハンターでエージェントでもあるシャドウのパートナー。今作でもシャドウをバックアップしている。
メタルソニック（モダンメタルソニック）
声 - 金丸淳一
エッグマンが開発した対ソニック用ロボット。本作では『ソニック ジェネレーションズ』に登場しなかったモダンメタルソニックの方で、『ソニック ヒーローズ』のメタルオーバーロードの状態で登場。
メフィレス
声 - 坂詰貴之
ソレアナ公国の至宝「ソラリス」の片割れ。本作では『ソニック・ザ・ヘッジホッグ (2006年のゲーム)』の出来事はなかった事になっているため、シャドウに対して「また忘れちゃったのかい？」と発言する。
タイムイーター
誕生日会を楽しんでいたソニック達の前に突然現れた時空のゆがみから出現した謎の存在。タイムイーターの強大な力で、単独でスペースコロニー・アークで調査をしていたシャドウもホワイトスペースへ飛ばしてしまう。

## ステージ
スペースコロニー・アーク
『ソニックアドベンチャー2』より登場。
レールキャニオン
『ソニック ヒーローズ』より登場。
キングダムバレー
『ソニック・ザ・ヘッジホッグ (2006年のゲーム)』より登場。
サンセットハイツ
『ソニック フォース』より登場。
カオス島
『ソニックフロンティア』より登場。
ラジカルハイウェイ
『ソニックアドベンチャー2』より登場。他のステージと違い、このステージはブラックドゥームが作り出した仮想空間。
トウキョウ
有料ダウンロードコンテンツ「映画『ソニック × シャドウ TOKYO MISSION』パック」にて登場するエクストラステージ。同作に登場する「舞台・東京」をモチーフにしている。またこのステージに限り、シャドウのスキンが映画仕様になり、シャドウの声も映画同様にキアヌ・リーブスに変更される。

## ドゥームパワー
本作にて登場するシャドウの能力。特定の状況でのみ使用でき、ストーリーを進めることで解禁される。
ドゥームスピア
最大5つまで同時にカオススピアを放つことができる。
ドゥームブラスト
一部の敵を高く蹴り上げ、好きな位置へ遠くまで飛ばす。更に飛ばした敵はワープで攻撃が可能。
ドゥームサーフ
水上でエイの様な生命体に乗る。水上へは自動で真っ直ぐ進む。左右へスピンが可能。
ドゥームモーフ
シャドウがタコの様な奇妙な生命体に変身し、紫の球状に向けて触手の様なものを伸ばす。紫の汚染液体の中に潜って泳ぐことができる様になり、その中ではダッシュも可能。
ドゥームウィング
シャドウが翼を生やし滑空する。従来のスーパー化と似ていて、発動するときにはリング50枚以上を持つ必要があり、発動中リングが1秒につき1枚ずつ減り、0になると使用できなくなる。2段ジャンプの高さが上がり、左右へのスピンも可能になる。さらにブーストゲージは自動回復できるようになり、常に無敵状態となる。ストーリークリア後は、ドゥームウィングが使用できる専用ステージが登場する。

## 『ソニック ジェネレーションズ』での変更点・追加点
- 解像度の上昇
- フレームレートの上昇（Nintendo Switch版のみオリジナル版と同じく30FPS）
- ロード時間の短縮
- 残機のオン・オフ切り替え
- オリジナル版のDLCのカジノナイトピンボールの事前収録
- 一部のムービーのキャラクターの描写変更
  - 「さらわれた 仲間たち」でチャオの追加、ソニックがエミーの顔を手で隠す行為の変更、エミーがナックルズをはたく威力の変更
- 仲間の救出時のソニックのカットシーンに新規のセリフの追加
- Dr.エッグマン（モダン、クラシック両方）の担当声優変更[注 1]
- ルージュの胸のデザインが完全に隠れる姿に変更
- パスワードの入力でしか手に入らないフィギュアは当初から解禁
- チャオレスキューの追加
- オプションのリニューアル
  - BGMとSEのボリュームはサウンド設定に移動
  - 字幕の任意での変更の追加
  - 操作設定の追加
  - 音声ボリュームの追加
  - 言語設定の追加
  - 画面設定の追加
- セーブスロットが3つ追加
- ポーズ画面にオプションとセーブの追加
- ドロップダッシュの追加

## 制作
映画『ソニック × シャドウ TOKYO MISSION』が公開されるにあたり、セガでは「FEARLESS - YEAR OF SHADOW」というテーマが掲げられ、本作が誕生した。本作は映画を通じてキャラクターを知った観客たちをターゲットにしており、ソニックの活躍を振り返る『ソニック ジェネレーションズ』に加え、新規のファンや古参のシャドウファン向けの『シャドウ ジェネレーションズ』も生み出された。前者は単なる移植だけでなく、新たな気づきを見出すという観点から、各地に散らばるチャオを収集する「チャオレスキュー」という要素が追加されたほか、オリジナル版『ソニック ジェネレーションズ』より後の作品群で標準化された「ドロップダッシュ」が追加された。
後者の制作にあたり、シャドウの悲しい背景も含めて彼の魅力を伝えることが重視された。また、『ソニック ジェネレーションズ』の評価点であるスピードランはそのままに、シャドウの能力を盛り込むという方針が取られた。また、双方のタイトルを行き来しても違和感なく楽しめるようバランス調整には注意が払われた。
彼の必殺技「カオスコントロール」自体は『ソニックアドベンチャー2』にも登場していたが、実際に時間を止めるシステムとして落とし込むのは本作が初めてである。本作のプロデューサー・中村俊はこの要素について、シリーズに親しんだファンからすれば華麗なアクションの探求に役立つ一方、アクションが苦手なプレイヤーのサポートにもつながっているとファミ通とのインタビューの中で語っている。もう一つの必殺技である「ドゥームパワー」はソニックのアクションと違いを出すために導入されたほか、物語上においても彼の目標達成や成長にとって重要なものとして位置づけられている。シャドウの在り方から、「ドゥームパワー」は彼の行動に対して危うさやミステリアスな印象を持たせる必要があった。また、この要素は単なる戦闘アクションの追加ではなく、レベルデザインにも組み込まれており、彼がこの能力を用いることで縦横無尽に動き回れるようになった。
『ソニック × シャドウ TOKYO MISSION』をモチーフとしたDLCの導入は双方の制作が進んだ段階で、セガが映画の制作陣に提言したことで実現した。
DLCの内容が定まる前、アメリカで収録されたシャドウの音声データが提出されるが、ソニックシリーズプロデューサの飯塚隆は声の主を尋ねないでほしいと中村に指示した。その後、予告編を通じて中村たちは映画でシャドウを演じるのがキアヌ・リーヴスだと知った。映画の内容を知っている者はセガ社内でも限られており、中村たちは断片的な情報を基に内容を固めていった。『シャドウ ジェネレーションズ』ではメフィレスが登場しており、中村は「ジェネレーションズ」だからこそ登場させられたと振り返っている。
「FEARLESS - YEAR OF SHADOW」を記念して、カスタマイズバイク『SHADOW'S MOTORCYCLE』が制作された。

## 広報

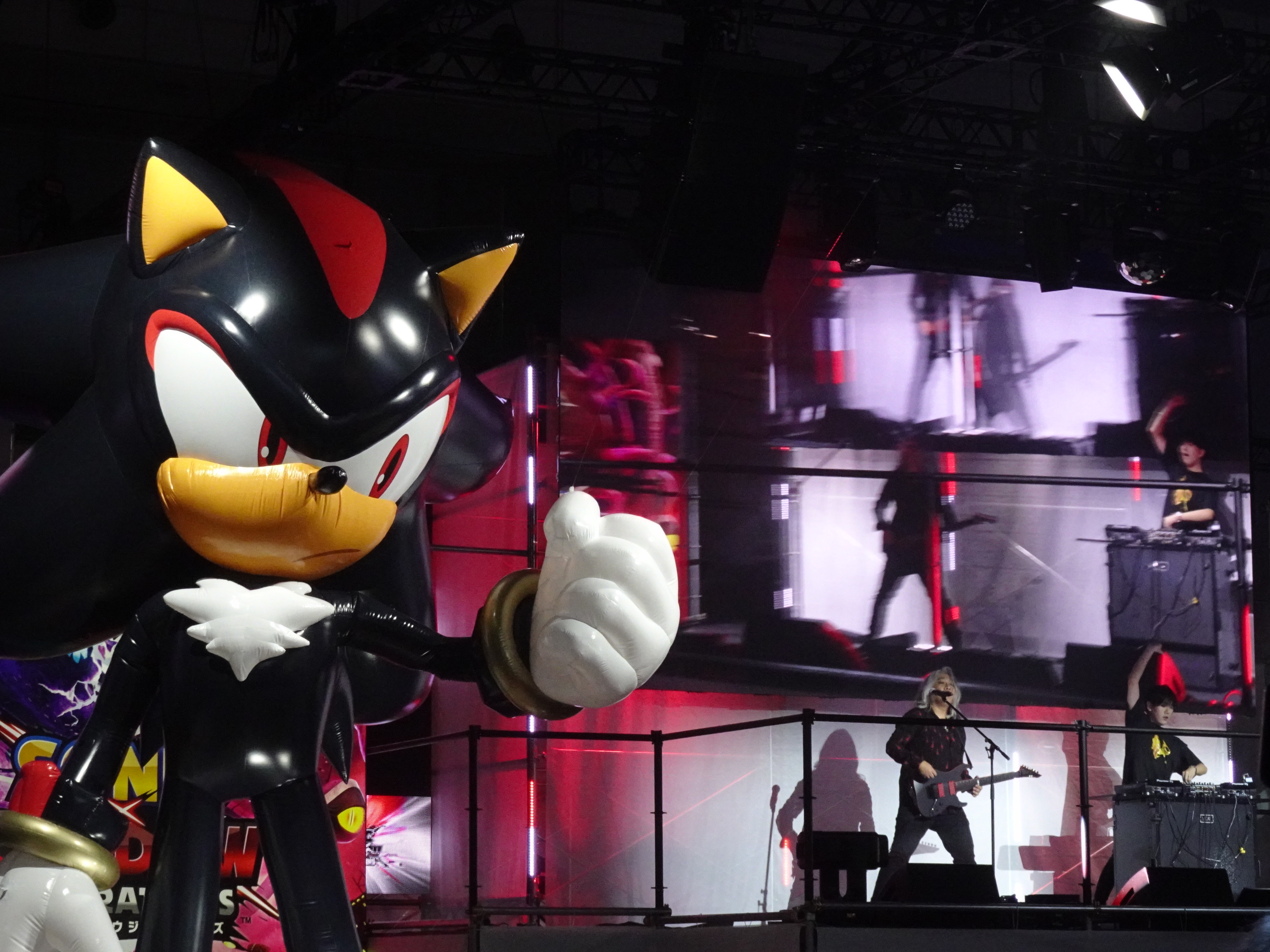
「東京ゲームショウ 2024」で行われた瀬上純とTeddyLoidによるライヴ・パフォーマンス。写真左にシャドウのバルーンが展示されている。（2024年9月29日撮影）

「東京ゲームショウ 2024」への出展に際しては、本作の予約証明を提示した者へ、レッドブル限定リバーシブルBOXが提供された。また、同イベントには当初ソニックとシャドウのバルーンを展示させることも考えられたが、それでは試遊スペースが減ってしまうため、シャドウのみが展示された。

## 闇の序章
『ソニック × シャドウ ジェネレーションズ：闇の序章』は、『ソニック × シャドウ ジェネレーションズ』のシャドウ・ザ・ヘッジホッグの前日譚を描くプロローグアニメーション作品。

## 音楽
- 『ソニック ジェネレーションズ』と同様に、瀬上純は今回サウンドディレクターを担当。
- ステージBGMは全て過去のシリーズからのBGMのリメイク（一部例外あり）。アレンジ曲の他に、過去作品のステージBGMを自由に選択してステージ中に流す事が可能。

## コミカライズ
『ソニック × シャドウ ジェネレーションズ』をコミカライズ化。2024年9月13日に発売された『月刊コロコロコミック』10月号から2025年2月15日発売の3月号まで、『漆黒のハリネズミ シャドウ・ザ・ヘッジホッグ』の漫画名で連載。全6話完結。作者は今田ユウキ。
- 今田ユウキ 『漆黒のハリネズミ シャドウ・ザ・ヘッジホッグ』 小学館〈てんとう虫コミックス〉、2025年4月28日発売[22]、ISBN 978-4-09-154030-0

## 評価

### 発売前の評価
ライターの米澤崇史は6月のメディア向け試遊会で出展されたバージョンについて、オリジナル版『ソニック ジェネレーションズ』は未プレイながらも懐かしさを感じたと評している。

### 発売後の情報
発売1日目にして、全世界での販売本数（パッケージ版出荷本数 + ダウンロード版販売本数）が100万本超えをした。翌日の朝方には日本からも日本語で同じ発表がされ、この発表について記事にした電ファミニコゲーマーの記事では、同時に本作のユーザーからの評価についても触れて『Steamでは3000件以上のレビューの内97％から高く評価され「圧倒的に好評」のステータスを獲得』ということもニュースとして纏めていた。発売日から3か月程で全世界での販売本数（パッケージ版出荷本数 + ダウンロード版販売本数）が200万本超えをした。